# 12833 Kamenný Újezd
12833 Kamenný Újezd eller 1997 CV1 är en asteroid i huvudbältet som upptäcktes den 2 februari 1997 av de båda tjeckiska astronomerna Miloš Tichý och Jana Tichá vid Kleť-observatoriet. Den är uppkallad efter den tjeckiska byn Kamenný Újezd.
Asteroiden har en diameter på ungefär 3 kilometer.